# Guglielmo Sanseverino
Guglielmo Sanseverino († vor dem 24. November 1378) war Erzbischof von Salerno und Kardinal.
Er gehörte der süditalienischen Adelsfamilie Sanseverino an und empfing die Weihe zum Subdiakon. Guglielmos Bruder Ruggiero wurde am 23. Mai 1337 unter Papst Benedikt XII. die Diözese Bari übertragen.: S. 131 Am 15. Januar 1364 wurde Guglielmo, der zu dieser Zeit in Aix-en-Provence lebte, zum Erzbischof von Salerno ernannt. Papst Urban VI. kreierte ihn im Konsistorium vom 18. September 1378 zum Kardinalpriester mit Sant’Eusebio als Titelkirche. In seiner Amtszeit verstand er es, patrimoniale Interessenkonflikte, insbesondere mit dem Benediktinerkloster Santa Maria di Montevergine zu lösen und die Interessen des Papstes durchzusetzen. Auch einen jahrhundertealten Konflikt mit der Gemeinde Olevano sul Tusciano über Besitztümer, die der Kirchenstaat an sich genommen hatte, konnte für beide Seiten zufriedenstellend geschlichtet werden. Im Gegenzug erhielt die Kirche das Recht, Oliven zu mahlen und erhielt immer zu San Matteo am 6. Mai zwei Pfund Wachs.: S. 132